# アムハラ人

エチオピア国内におけるアムハラ州の位置。アムハラ州はアムハラ人多数地域をそのまま州域とする

アムハラ人（Amhara）は、アフリカの民族。エチオピアの中央高地に主に居住する。エチオピア帝国を建国し、以後現在に至るまでエチオピアの主導民族となっている。

## 現況
エチオピア高原に2000万人の人口を有し、オロモ人についでエチオピア第二の民族である。エチオピアは多民族国家だが、人口はオロモ人とアムハラ人が突出し、二大民族を形成している。また、エチオピア帝国の建国時代からアムハラ人は常に支配階級を輩出し、それは1991年のメンギスツ・ハイレ・マリアム軍事政権の崩壊まで続いた。現在でもエチオピアの公用語はアムハラ語であり、アムハラ文化はエチオピア全土に浸透している。
1995年、民族ごとに州が再編成されることになり、アムハラ人には中央部のアムハラ州が与えられたが、アムハラ人は帝国の支配階級として帝国全土に散らばっていたため、他のどの州にも人口の5%程度のアムハラ人が存在する。

## 歴史
紀元前10世紀ごろにはすでに現在の居住地に定着していたと考えられている。
アクスム王国を建国し、交易で栄えたが、その後10世紀に崩壊。ザグウェ朝に続き、13世紀にはいるとソロモン朝エチオピア帝国を建国し、イスラム教徒と戦いながらキリスト教信仰を維持し続けたが、16世紀に入りオロモ人の流入により王権が弱体化、群雄割拠の時代が200年ほど続く。
19世紀中葉、テオドロス2世があらわれ、アムハラを統一。ソロモン朝を中興し、さらにオロモなど他民族を征服。以後、ハイレ・セラシエが廃位される1974年にいたるまで、アムハラ人貴族階級がエチオピア全土を支配する体制が続いた。
帝政に変わって樹立された軍事政権も、メンバーの多くはアムハラ人であり、中央集権を意図してアムハラ語教育を全土に広げ、アムハラ人優位の状況は続いた。
2020年、エチオピア政府軍とティグレ人民解放戦線が交戦するティグレ紛争が勃発。ティグレ州西部のマイカドラの町では、アムハラ人が集中的に狙われて虐殺される事件が発生。どちらの勢力による殺害かは判明していない。

## 生活
アムハラ人は伝統的に高原での畑作を行う農耕民であり、現在も90%以上が農耕に従事している。主食はテフという穀物から作られたインジェラ。アムハラ人はインジェラを非常に好み、他の穀物が入ってきても収量に劣るテフの栽培を止めなかった。アムハラ文化の拡散により、現在インジェラはエチオピア全土で食されている。
また、牛や馬、山羊やロバといった家畜も飼育し、大麦やコムギ、トウモロコシも栽培している。

## 宗教
4世紀の中ごろにコプト派のキリスト教が伝わり、エチオピア正教が形成された。以後、アムハラ人の大半は現在でもエチオピア正教の信者である。